# 釋果暉
釋果暉（1958年—），尊稱果暉法師，俗名洪鴻榮，台灣佛教比丘，法鼓山現任方丈、法鼓文理學院佛教學系特聘教授。

## 生平
果暉法師俗名洪鴻榮，1958年出生在臺灣雲林。1985年出家，日本立正大學文學博士。曾任聖嚴法師侍者、祕書、禪坐會輔導師、法鼓山僧團都監、法鼓山僧伽大學院長、法鼓山僧團副住持和法鼓文理學院佛教學系系主任，也是聖嚴法師於2005年傳法法子。
2018年9月，接任果東法師成為第六任法鼓山方丈。
2020年12月，贈與「法鼓全集」2020紀念版與國家圖書館，此全集匯集法鼓山創辦人聖嚴法師一生的著作。於「法鼓全集2020紀念版贈書典禮」致詞表示，希望將聖嚴法師於當代致力推廣人間淨土思想和漢傳佛教思想，透過此全集傳送到世界各角落，提供看懂華文的人士研究。
2021年1月，於農曆春節舉行的除夕撞鐘祈福活動表示，每年除夕夜舉行的撞鐘祈福儀式，就是以法華鐘聲108響，傳遞淨化煩惱、增長慈悲智慧的圓滿祝福，以生命同體的宏觀，祝福眾生安樂、世界和平。
2022年6月，續任法鼓山僧團第七任方丈。